# Хоф, Вим
Вим Хоф (нидерл. Wim Hof; род. 20 апреля 1959, Ситтард, Лимбург) — голландец, известный как «Ледяной человек» (англ. The Iceman) благодаря своим способностям переносить крайне низкие температуры, контролировать иммунную и нервную системы организма, что подтверждается научными опытами, исследованиями и несколькими мировыми рекордами.

## Ранние годы
Вим Хоф родился в Ситтарде, Лимбурге, в Нидерландах был одним из девяти детей в семье. У Хофа шестеро детей, четверо из них от его первой жены Маривель-Марии, которая покончила жизнь самоубийством в 1995 году, сын, родившийся в 2003 году от его девушки и ещё один сын, родившийся в 2017 году от его текущей возлюбленной. Когда ему было 17, он прогуливался возле канала Бэтрикспарк и почувствовал неожиданное желание окунуться в покрытую тонким льдом воду. Вим утверждает, что смерть его жены побудила в нём импульс преодолеть эту боль и «учителем» стала холодная вода, которая смогла ему позволить разработать техники, позволяющие с помощью дыхания, медитации, йоги и правильной подготовки, выживать в условиях экстремального холода.

## Некоторые достижения Хофа
- Пробыл 120 минут в прозрачном кубе, наполненным холодной водой со льдом.
- Взошёл на французский Монблан, будучи одетым в шорты.
- Проплыл около минуты подо льдом замёрзшего озера.
- Пробежал марафон за полярным кругом.
- Смог с помощью контроля над иммунной системой нейтрализовать введённый ему в кровь эндотоксин.

Впервые Вим отчётливо осознал свои способности в семнадцать лет, когда провёл несколько экспериментов над своим организмом.
Специалисты[какие?] утверждают, что «Ледяной человек» однозначно является феноменом. Однако голландец не согласен. Он убеждён в том, что всё дело в круглосуточных тренировках и особой методике дыхания, с помощью неё Вим задействует в теле антистрессовый механизм, который помогает противостоять холоду. Нечеловеческие способности — результат длительного труда.
Всего на его счету 26 мировых рекордов.
В настоящее время Вим Хоф продолжает упорные тренировки с целью самосовершенствования и достижения новых рекордов. Уже более двадцати лет голландца не отпускает стремление к новым испытаниям и проверкам на прочность.